# Zyprischer Fußballpokal 1991/92
Der Zyprische Fußballpokal 1991/92 war die 50. Austragung des zyprischen Pokalwettbewerbs. Er wurde vom zyprischen Fußballverband ausgetragen. Das Finale fand am 10. Juni 1992 im Tsirion-Stadion von Limassol statt.
Pokalsieger wurde Apollon Limassol. Das Team setzte sich im Finale gegen Titelverteidiger Omonia Nikosia durch. Apollon qualifizierte sich durch den Sieg für den Europapokal der Pokalsieger 1992/93.

## Modus
Die Begegnungen der 1. und 2. Vorrunde wurden in einem Spiel ausgetragen. Bei unentschiedenem Ausgang wurde das Spiel um zweimal 15 Minuten verlängert. Stand danach kein Sieger fest, folgte ein Wiederholungsspiel auf des Gegners Platz. Endete auch dies unentschieden, gab es eine Verlängerung und gegebenenfalls ein Elfmeterschießen.
Von der 1. Runde bis zum Halbfinale wurden alle Begegnungen in Hin- und Rückspiel ausgetragen. Bei Torgleichheit entschied zunächst die Anzahl der auswärts erzielten Tore, danach eine Verlängerung und schließlich das Elfmeterschießen.

## Teilnehmer
| First Division (14) | Second Division (14) | Third Division (14) | Fourth Division (30) | Fourth Division (30) |
| --- | --- | --- | --- | --- |
| - EPA Larnaka - AEL Limassol - Alki Larnaka - Anorthosis Famagusta - APOEL Nikosia - Apollon Limassol - Aris Limassol - Enosis Neon Paralimni - Evagoras Paphos - Nea Salamis Famagusta - Olympiakos Nikosia - Omonia Aradippou - Omonia Nikosia - Pezoporikos Larnaka | - Akritas Chlorakas - Anagennisi Deryneia - APEP Palendriou - APEP Pitsilia - Apollon Lympion - APOP Paphos - Chalkanoras Idaliou - Digenis Akritas Morphou - Doxa Katokopia - Ethnikos Achnas - Ethnikos Assia - Onisilos Sotira - Orfeas Nikosia - Othellos Athienou | - Achyronas Liopetriou - Adonis Idaliou - AEK Kakopetrias - AEK Katholiki - AO Agia Napa - Digenis Akritas Ypsona - Elpida Xylofagou - Enosis Neon THOI Lakatamia - Ermis Aradippou - Ethnikos Defteras - Kento Neotitas Maroniton - Keravnos Strovolou - PAEEK Kyrenia - Tsaggaris Peledriou | - Adonis Geroskipou - AEZ Zakakiou - Anagennisi Lythrodonta - ASIL Lysi - ASO Ormideia - ATE PEK Ergaton - ATE PEK Parekklisias - Digenis Oroklinis - Doxa Devtera - Doxa Paliometochou - Doxa Polemidion - Ellinismos Akakiou - Elpida Liopetriou - Elpida Prosfigon Paphou - ENAP Paphos | - Ethnikos Latsion - Fotiakos Frenarou - Iraklis Gerolakkou - Livadiakos Livadion - MEAP Nisou - Olimpiada Neapolis - Olympias Frenarou - Olympos Xylofagou - Orfeas Athienou - OXEN Peristeronas - Rotsidis Mammari - Panikos Pourgouridis Limassol - Poseidonas Giolou - THOI Avgorou - Triptolemus Evrychou |

## 1. Vorrunde
In dieser Runde traten alle 14 Teams der Third Division und 30 Teams der Fourth Division an.
|                          | Ergebnis  |                               |
| ------------------------ | --------- | ----------------------------- |
| AO Agia Napa             | 2:2 n. V. | Achyronas Liopetriou          |
| AEK Katholiki            | 4:0       | Olimpiada Neapolis            |
| AEZ Zakakiou             | 7:0       | Enosis Neon THOI Lakatamia    |
| Anagennisi Lythrodonta   | 1:3       | Ethnikos Defteras             |
| ATE PEK Ergaton          | 2:1       | Fotiakos Frenarou             |
| ATE PEK Parekklisias     | 2:2 n. V. | Iraklis Gerolakkou            |
| Digenis Akritas Ypsona   | 3:2 n. V. | ASIL Lysi                     |
| Doxa Paliometochou       | 0:3       | AEK Kakopetrias               |
| Doxa Polemidion          | 3:0       | Olympos Xylofagou             |
| Ellinismos Akakiou       | 2:1 n. V. | Triptolemus Evrychou          |
| Elpida Liopetriou        | 3:4       | Rotsidis Mammari              |
| Elpida Prosfigon Paphou  | 3:1       | THOI Avgorou                  |
| Elpida Xylofagou         | 6:3       | Doxa Devtera                  |
| ENAP Paphos              | 0:1       | Poseidonas Giolou             |
| Ethnikos Latsion         | 1:5 n. V. | Digenis Oroklinis             |
| Kento Neotitas Maroniton | 2:4       | Panikos Pourgouridis Limassol |
| Keravnos Strovolou       | 2:4       | ASO Ormideia                  |
| Livadiakos Livadion      | 3:2 n. V. | Ermis Aradippou               |
| Olympias Frenarou        | 2:4       | Adonis Idaliou                |
| OXEN Peristeronas        | 02:0 1    | Adonis Geroskipou             |
| PAEEK Kyrenia            | 4:0       | MEAP Nisou                    |
| Tsaggaris Peledriou      | 2:1       | Orfeas Athienou               |

### Wiederholungsspiele
|                  | Ergebnis |                    |
| ---------------- | -------- | ------------------ |
| Rotsidis Mammari | 0:1      | Iraklis Gerolakkou |
| Doxa Polemidion  | 2:1      | Dynamo Pervolion   |

## 2. Vorrunde
In dieser Runde stiegen alle 14 Teams der Second Division ein.
|                         | Ergebnis  |                               |
| ----------------------- | --------- | ----------------------------- |
| AO Agia Napa            | 6:0       | Rotsidis Mammari              |
| Akritas Chlorakas       | 6:1       | Adonis Idaliou                |
| Anagennisi Deryneia     | 3:4       | AEK Katholiki                 |
| Apollon Lympion         | 1:2       | Digenis Oroklinis             |
| ASO Ormideia            | 3:5       | APEP Pitsilia                 |
| ATE PEK Ergaton         | 0:1       | Livadiakos Livadion           |
| Digenis Akritas Ypsona  | 2:1       | APOP Paphos                   |
| Digenis Akritas Morphou | 3:0       | Ellinismos Akakiou            |
| Doxa Katokopia          | 4:1       | Tsaggaris Peledriou           |
| Doxa Polemidion         | 1:0       | Elpida Prosfigon Paphou       |
| Elpida Xylofagou        | 1:3 n. V. | AEZ Zakakiou                  |
| Ethnikos Achnas         | 4:2       | AEK Kakopetrias               |
| Ethnikos Assia          | 0:2       | Ethnikos Defteras             |
| Iraklis Gerolakkou      | 0:1       | Othellos Athienou             |
| Onisilos Sotira         | 5:0       | APEP Palendriou               |
| Orfeas Nikosia          | 4:0       | Poseidonas Giolou             |
| OXEN Peristeronas       | 3:1       | Panikos Pourgouridis Limassol |
| Chalkanoras Idaliou     | 2:0       | PAEEK Kyrenia                 |

## 1. Runde
Alle 14 Vereine der First Division stiegen in dieser Runde ein.
|                         | Gesamt |                        | Hinspiel | Rückspiel |
| ----------------------- | ------ | ---------------------- | -------- | --------- |
| AEK Katholiki           | 0:7    | Apollon Limassol       | 0:5      | 0:2       |
| AEL Limassol            | 4:1    | APEP Pitsilia          | 3:0      | 1:1       |
| Akritas Chlorakas       | 10:30  | Doxa Polemidion        | 4:0      | 6:3       |
| Anorthosis Famagusta    | 9:2    | Digenis Oroklinis      | 6:1      | 3:1       |
| Aris Limassol           | 7:0    | AO Agia Napa           | 3:0      | 4:0       |
| Digenis Akritas Morphou | 3:5    | Olympiakos Nikosia     | 1:3      | 2:2       |
| Doxa Katokopia          | 2:9    | APOEL Nikosia          | 1:6      | 1:3       |
| EPA Larnaka             | 6:5    | Chalkanoras Idaliou    | 2:4      | 4:1       |
| Ethnikos Achnas         | 01:12  | Enosis Neon Paralimni  | 0:8      | 1:4       |
| Evagoras Paphos         | 6:1    | AEZ Zakakiou           | 2:0      | 4:1       |
| Livadiakos Livadion     | 0:7    | Alki Larnaka           | 0:2      | 0:5       |
| Omonia Aradippou        | 10:10  | Ethnikos Defteras      | 6:0      | 4:1       |
| Onisilos Sotira         | 1:7    | Omonia Nikosia         | 1:3      | 0:4       |
| Othellos Athienou       | 2:8    | Nea Salamis Famagusta  | 1:2      | 1:6       |
| OXEN Peristeronas       | 4:5    | Digenis Akritas Ypsona | 3:2      | 1:3       |
| Pezoporikos Larnaka     | 8:0    | Orfeas Nikosia         | 4:0      | 4:0       |

## 2. Runde
|                      | Gesamt    |                        | Hinspiel | Rückspiel |
| -------------------- | --------- | ---------------------- | -------- | --------- |
| AEL Limassol         | 12:00     | Digenis Akritas Ypsona | 6:0      | 6:0       |
| Akritas Chlorakas    | 2:4       | Evagoras Paphos        | 1:2      | 1:2       |
| Anorthosis Famagusta | 2:0       | Enosis Neon Paralimni  | 1:0      | 1:0       |
| APOEL Nikosia        | 6:0       | Alki Larnaka           | 1:0      | 5:0       |
| Apollon Limassol     | 3:0       | Pezoporikos Larnaka    | 2:0      | 1:0       |
| EPA Larnaka          | 4:3       | Aris Limassol          | 2:3      | 2:0       |
| Omonia Aradippou     | (a)3:3(a) | Nea Salamis Famagusta  | 1:1      | 2:2       |
| Omonia Nikosia       | 3:2       | Olympiakos Nikosia     | 3:2      | 0:0       |

## Viertelfinale
|                  | Gesamt    |                      | Hinspiel | Rückspiel |
| ---------------- | --------- | -------------------- | -------- | --------- |
| AEL Limassol     | (a)2:2(a) | Anorthosis Famagusta | 1:2      | 1:0       |
| APOEL Nikosia    | 3:4       | Omonia Nikosia       | 1:1      | 2:3       |
| Evagoras Paphos  | 2:4       | EPA Larnaka          | 2:2      | 0:2       |
| Omonia Aradippou | 1:5       | Apollon Limassol     | 0:3      | 1:2       |

## Halbfinale
|                  | Gesamt |                      | Hinspiel | Rückspiel |
| ---------------- | ------ | -------------------- | -------- | --------- |
| Apollon Limassol | 1:0    | Anorthosis Famagusta | 0:0      | 1:0       |
| EPA Larnaka      | 1:6    | Omonia Nikosia       | 0:3      | 1:3       |

## Finale
| Paarung          | Apollon Limassol – Omonia Nikosia |
| Ergebnis         | 1:0 (0:0) |
| Datum            | 10. Juni 1992 |
| Stadion          | Tsirion-Stadion, Limassol |
| Tore             | 1:0 Eugeniusz Ptak (54., Elfmeter) |
| Apollon Limassol | Michalis Christofi – Antonis Antrellis, Dimitris Ioannou, Marios Charalambous, Charalampos Pittas – Giannakis Giagoudakis, Christos Iosifidis (88. Charalampos Christofi), Pambos Christofi, Giorgios Iosifidis (63. David Kenny) – Eugeniusz Ptak, Suad Besirović |
| Omonia Nikosia   | Andreas Charitou – Koulis Iacovou (63. Konstantinos Malekkos), Kostakis Konstantinou, Evagoras Christofi, Sakis Andreou – Chrisanthos Chrysanthou, Nedim Tutić, Andreas Kantilos, Nikos Panagiotou – József Dzurják, Panayiotis Xiouruppas                         |